# Syzeuctus puberulus
Syzeuctus puberulus är en stekelart som först beskrevs av Joseph Kriechbaumer 1895.  Syzeuctus puberulus ingår i släktet Syzeuctus och familjen brokparasitsteklar. Inga underarter finns listade i Catalogue of Life.